# Tourisme affinitaire
Le tourisme affinitaire est une forme de tourisme dont la motivation principale est la visite à des connaissances et à des proches, généralement des personnes de la même famille ou des amis. Il se caractérise le plus souvent par un faible recours aux services hôteliers mais peut en revanche susciter une consommation accrue d'activités touristiques, les hôtes accompagnant les touristes qu'ils accueillent dans la pratique de celles-ci. Ce type de tourisme est la première forme de tourisme extérieur à l'île de La Réunion, mais également  dans l'île de Mayotte département d'outre-mer français et région ultrapériphérique de l'Union européenne dans le sud-ouest de l'océan Indien.